# Distrikt Rakai
Rakai ist ein Distrikt in der Zentralregion von Uganda. In der Stadt Rakai befindet sich die Hauptverwaltung des Distrikts.

## Geografie
Der Distrikt Rakai grenzt im Nordwesten an den Distrikt Lyantonde, im Norden an den Distrikt Lwengo, im Nordosten an den Distrikt Masaka, im Osten an den Distrikt Kalangala, im Süden an die Region Kagera in der Republik Tansania, im Südwesten an den Distrikt Isingiro und an den Distrikt Kiruhura im Nordwesten. Die Stadt Rakai ist etwa 65,5 Kilometer per Straße südwestlich von Masaka, der größten Stadt in der Region.

## Bevölkerung
Die Volkszählung von 1991 ergab eine Bevölkerung von etwa 330.400 Einwohnern. Im Jahr 2002 schätzte die nächste Volkszählung die Bevölkerung des Distrikts auf 404.330 Einwohner mit einer jährlichen Wachstumsrate von 1,8 Prozent. Im Jahr 2012 wurde die Kreisbevölkerung auf 484.400 Einwohner geschätzt. Die am 27. August 2014 durchgeführte nationale Haushalts- und Volkszählung zählte die Bevölkerung des Distrikts auf 518.008 Einwohner. Die Hauptsprache ist Luganda.

## Geschichte
Der Distrikt Rakai wurde 1980 gegründet und besteht aus vier ehemaligen Grafschaften des Distrikts Masaka, die im Jahr 1966 gegründet wurden, als das Königreich Buganda in Distrikte unterteilt wurde.
Am 1. Juli 2006 wurde der nördliche Teil des Distrikts, der als Kabula County bekannt war, in den Distrikt Lyantonde aufgeteilt. Der erste dokumentierte Fall von HIV bzw. AIDS in Uganda war am Ufer des Viktoriasees im Distrikt Rakai. Die Krankheit hat die Distriktbevölkerung befallen. Die Prävalenzraten lagen 2014 noch bei 12 Prozent.

## Wirtschaft
Die Landwirtschaft ist eine der wichtigsten wirtschaftlichen Aktivitäten im Distrikt mit Schwerpunkt auf Nahrungsmittel wie Maniok, Mais, Süßkartoffeln, Sorghum, Bananen und Fingerhirse. Zu den Nutzpflanzen gehört Kaffee, Obst und Gemüse wie Tomaten, Ananas, Zwiebeln und Kohl. Des Weiteren gibt es auch Viehhaltung. Als Banken gibt es die Bank Uganda Ltd. und Centenary Bank Ltd.

## Handel und Verkehr
Aufgrund seiner Nähe zu Ugandas Grenze zu Tansania erlebt der Distrikt grenzüberschreitenden Handelsverkehr von und nach Bukoba. Die Masaka-Mutukula-Straße durchquert das Gebiet in Nord-Süd-Richtung.

## Verwaltung
Die Stadt Rakai ist das wichtigste kommunale, politische und administrative Zentrum des Distrikts. Andere städtische Zentren im Distrikt schließen Kalisizo, Kyotera, Kakuuto und Mutukula ein. Der Distrikt ist in die folgenden Verwaltungseinheiten unterteilt:
- Kakuuto County
- Kyotera County
- Kooki County[11][12][13]

## Bildung
Der Distrikt hat insgesamt 302 Grundschulen, wovon 259 von der Regierung, 40 privat und 3 Gemeinschaftsschulen sind. Für weiterführende Schulen hat der Distrikt mehr als 43 Schulen, 19 davon sind von der Regierung, 9 privat und 15 Gemeinschaftsschulen. Es hat auch eine Technische Hochschule und ein Lehrerausbildungszentrum.

## Gesundheit
Zu den wichtigsten gesundheitlichen Problemen im Distrikt gehören Malaria, Unterernährung in der Kindheit, Durchfallerkrankungen, HIV / AIDS, Komplikationen bei der Geburt, Atemwegsinfektionen und Hautkrankheiten.
Der Distrikt hat 41 Regierungsapotheken, 21 Gesundheitszentren, 2 Gesundheitszentren und 2 Krankenhäuser. Außerdem hat es mehrere private und Einrichtungen von Nichtregierungsorganisationen. Die Krankenhäuser befinden sich unter anderem in Kalisizo, in Kakuuto und eins in Rakai.

## Sehenswürdigkeiten und Natur
- Koki-Seen
- Ufer des Victoriasees